# Ryan Kopel
Ryan Kopel (nacido el 17 de julio de 1997) es un actor y cantante escocés, más conocido por su papel del personaje titular en la gira nacional del Reino Unido del musical Dear Evan Hansen. Sus otros papeles incluyen varias obras de teatro del West End y el papel de ser Aeron Bracken en La casa del dragón.

## Primeros años y educación
Kopel nació en Kirriemuir, Escocia. Es el hijo de Scott y Jacqueline Kopel. Su padre fue un futbolista, y Kopel también es el nieto del futbolista Frank Kopel. 
A Kopel le gustó la actuación desde hace su niñez, y a sus 13 años decidió formarse para una carrera en el teatro y en el cine. Kopel estudió en una escuela vocacional de danza en la ciudad de Glasgow. 
Luego, Kopel siguió su estudios en Mountview Academy of Theatre Arts de Londres, donde se graduó en 2018 con una licenciatura de Artes en teatro musical.
En 2018, Kopel ganó el premio Young Scottish Musical Theatre Performer of the Year, un premio de actuación para jóvenes escocés.

## Carrera

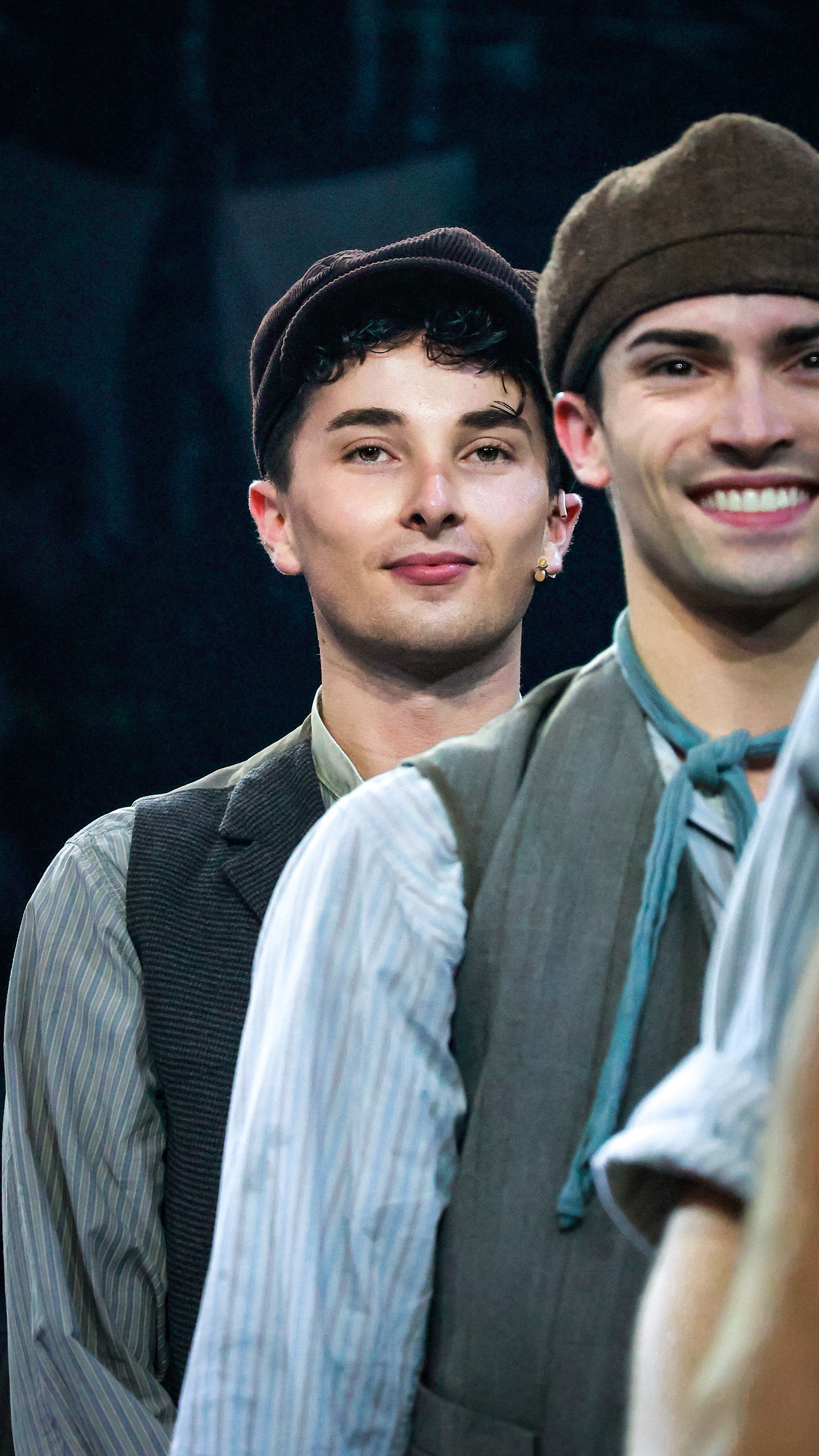
Kopel al final del espectáculo de Newsies en julio de 2023.

En 2018, en el teatro de King's Head en Londres, Kopel interpretó el papel de Jerry Johnson en And Tell Sad Stories of the Deaths of Queens... , una obra del dramaturgo estadounidense Tennessee Williams que aborda temas LGBT+. En 2019, Kopel actuó el papel titular en The Astonishing Times of Timothy Cratchit.  Ese mismo año, participó en el Festival de Edimburgo en una versión de concierto de West Side Story, en el conjunto del grupo.
Kopel empenzó en el West End en 2018 en el teatro de Young Vic, donde actuó en el conjunto de The Inheritance, una obra sobre el crisis del SIDA dirigida por Stephen Daldry . Luego, en 2020, Kopel actuó en la comedia musical estadounidensa The Book of Mormon en el Prince of Wales Theatre. El mismo año, Kopel grabó una obra musical de radio llamado BLUFF.

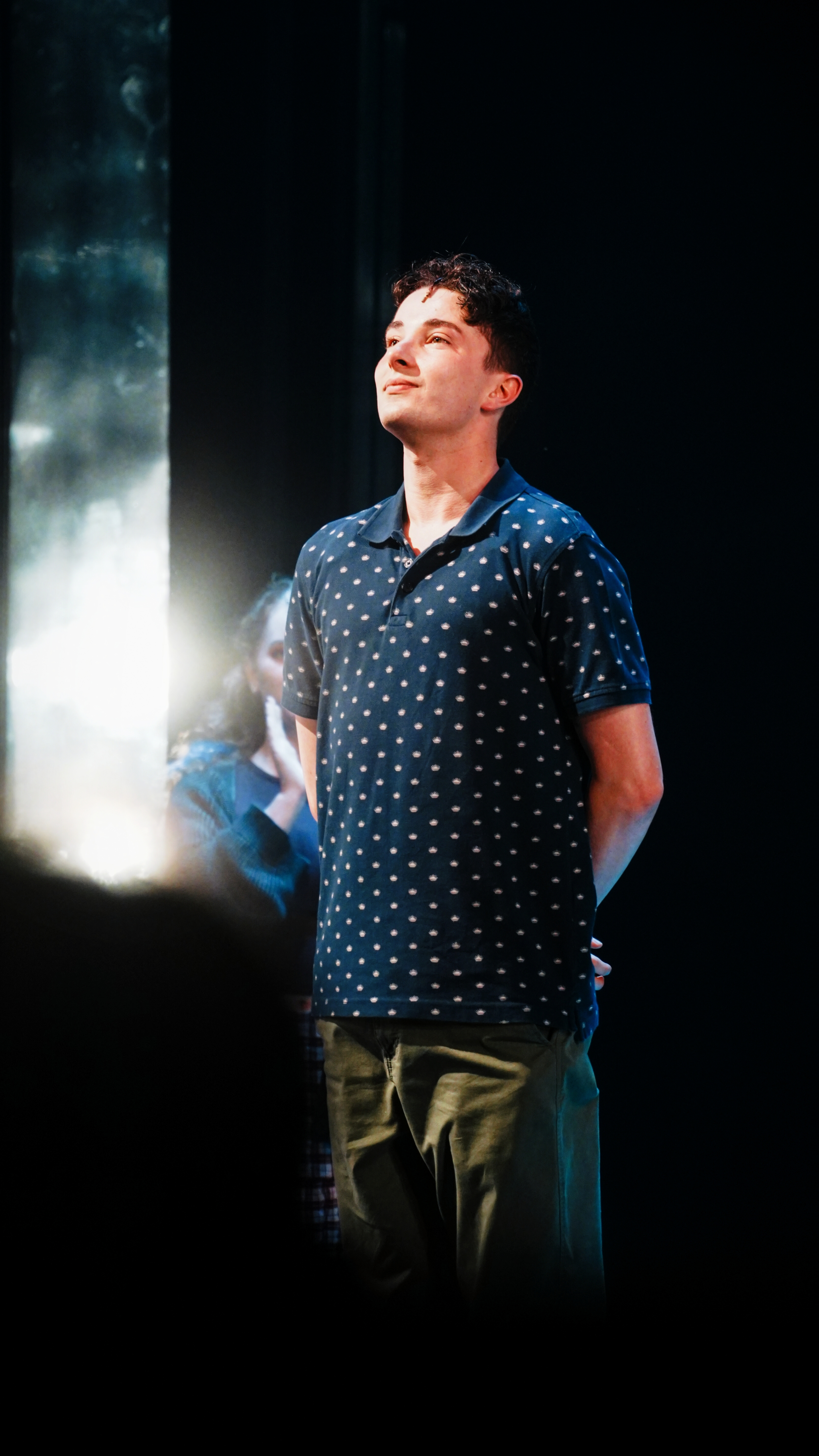
Kopel al final del espectáculo de Dear Evan Hansen en noviembre de 2024.

En 2021, Kopel empenzó en la televisión en el drama médico británico Casualty, donde actuó el papel de Frank Polt en un episodio. Luego, en 2022, trabajó en la miniserie Wedding Season. Sus otros papeles de teatro incluyen el de Davey en 2022 en la comedia musical Newsies de Disney y el de Lucas en una producción West End de The Addams Family.
En 2024 también se comenzó a rodar la segunda temporada de La casa del dragón de HBO, la serie precuela de Game of Thrones, donde Kopel actuó en el papel de ser Aeron Bracken.
El 9 de septiembre de 2024, Kopel comenzó su intepretación del papel principal de Evan Hansen en la producción de gira por el Reino Unido de Dear Evan Hansen. La producción se estrenó en la ciudad de Nottingham, y se irá de gira por varias ciudades, entre ellas la de Cornualles, Leeds y Glasgow.

## Filmografía
Televisión
| Año  | Título          | Papel             | Notas                                                  |
| ---- | --------------- | ----------------- | ------------------------------------------------------ |
| 2024 | Casa del Dragón | Ser Aeron Bracken | Temporada 2, Episodio 3 " El molino en llamas "        |
| 2022 | Wedding Season  | Duncan            | Episodio 1                                             |
| 2021 | Casualty        | Frank Polt        | Temporada 35, Episodio 25. Acreditado como Ryan Koppel |

Teatro
| Year | Título                                          | Papel                            | Recinto                                      |
| ---- | ----------------------------------------------- | -------------------------------- | -------------------------------------------- |
| 2024 | Dear Evan Hansen                                | Evan Hansen                      | Gira nacional del Reino Unido                |
| 2024 | The Addams Family                               | Lucas                            | London Palladium                             |
| 2022 | Newsies                                         | Davey                            | Troubadour Wembley Park Theatre, Reino Unido |
| 2020 | The Book of Mormon                              | Conjunto                         | Prince of Wales Theatre, Londres             |
| 2018 | The Inheritance                                 | Conjunto / suplente Leo and Adam | Young Vic, Londres                           |
| 2019 | The Astonishing Times of Timothy Cratchit       | Timothy Cratchit                 | Hope Mill Theatre, Mánchester                |
| 2018 | And Tell Sad Stories of the Deaths of Queens... | Jerry Johnson                    | King's Head Theatre, Londres                 |

Concierto
| Año  | Título                    | Papel         | Recinto                     |
| ---- | ------------------------- | ------------- | --------------------------- |
| 2019 | West Side Story (musical) | Conjunto      | Festival de Edimburgo       |
| 2020 | BLUFF                     | Alec Bonum    | Obra musical de radio       |
| 2023 | Billie The Kid            | David Frances | Vaudeville Theatre, Londres |